# 대한석탄공사
대한석탄공사(大韓石炭公社, Korea Coal Corporation)는 석탄 광산의 개발을 촉진하고 석탄의 생산·가공·판매 및 부대사업을 운영하여 석탄 수급을 안정시키려는 목적으로 설립된 대한민국의 공기업이다. 1949년 11월 1일 대한민국 정부 국무회의에서 석탄광산 개발 및 석탄수급 조정을 목적으로 석탄공사 창립안이 발의되고, 1950년 5월 4일 공포된 대한석탄공사법 제1조에 의해 1950년 11월 1일 설립되었다. 초대 사장은 허정이었다.

## 연혁
- 1950년 5월 27일: 서울 상공부 청사에서 대한석탄공사 설립준비위원회가 조직, 위원장에 허정, 부위원장에 유기동이 각각 선출되었다.[2]
- 1950년 11월 1일: 대한석탄공사 발족 (자본금 1천만원, 6개 광업소), 초대 사장에 허정, 부사장에 김성호 선출
- 1950년 12월: 생산 100만톤 돌파
- 1967년 6월: 나전광업소, 성주광업소 매입
- 1968년 7월 19일: 자본금 증자 (100억원)
- 1976년 6월: 석탄수입업무 개시
- 1981년 6월: 생산누계 1억톤 달성, 석탄 비축장 설치(석항, 강릉, 옥마)
- 1988년 12월: 생산 522만톤 돌파(최대)
- 1990년 9월: 성주광업소 폐광 및 나전, 영월광업소 매각[3]
- 1993년 9월: 함백광업소 폐광 및 홍콩지사, 광주지사 폐지
- 1994년 9월: 은성광업소 폐광[4]
- 1996년 12월: 부산지사, 묵호사무소, 수색사무소 폐지
- 1998년 11월: 기술훈련원, 임무소 및 영남, 은성, 전남골재사무소 폐지
- 2001년 12월: 자본금 감자(4,483억원), 석공 50년사 발간
- 2007년 12월: 생산 1,382천톤, 생산누계 1억 8천만톤 달성
- 2010년 11월 1일: 대한석탄공사 창립 60주년
- 2011년 7월: 몽골 누르스트 홋고르 탄광 개광
- 2012년 12월: 생산 1,100천톤(누계 생산 1억 8천 5백만톤)
- 2014년 12월 12일: 원주 혁신도시로 본사 이전[5]
- 2022년 12월: 생산 320천톤(누계 생산 1억 9천 3백만톤)
- 2023년 6월 30일: 화순광업소 폐광[6]
- 2023년 12월: 생산 186천톤(누계 생산 193,186,000톤)
- 2024년 6월 30일: 장성광업소 폐광[7]
- 2025년 6월 30일:  도계광업소 폐광 및 청산 절차 착수

## 조직/인원
- 조직형태: 준시장형 공기업(공공기관의 운영에 관한 법률 적용)
- 조직: 3본부 3광업소 3사무소 1연구소 (본사: 3본부 4실 21팀)
- 인원: 655명 (임원포함)

### 대한석탄공사장
- 이사장
- 감사
  - 감사실
    - 감사팀
    - 청렴추진팀

#### 기획관리본부
- 기획조정실
  - 혁신기획팀
  - 예산팀
  - 미래전략팀
  - 사회혁신팀
- 경영지원실
  - 동반성장팀
  - 비서홍보팀
- 정보보안실
  - 비상보안팀
  - 경영정보팀
- 재무관리팀
- 고객지원팀

#### 사업본부
- 생산안전실
  - 생산개발팀
  - 안전외주팀
- 기술지원팀
- 사업개발팀
- 노사협력팀

## 사업소

### 장성광업소
- 소재지: 강원특별자치도 태백시 태백로 1889
- 광구현황
  - 면적: 4,816ha, 광구수 16, 가행 6, 채진 3, 미가행 7
- 총매장량현황
  - 장성: 149백만톤 (68%)
  - 석공: 219백만톤 (100%)
- 조직/인원: 7부 4생산부 27과 / 833명

### 도계광업소
- 소재지: 강원특별자치도 삼척시 도계읍 도계로 225
- 광구현황
  - 면적: 5,281ha, 광구수 16, 가행 5, 채진 5, 미가행 6
- 총매장량현황
  - 도계: 34백만톤 (16%)
  - 석공: 219백만톤 (100%)
- 조직/인원: 1부소장 7부 21과 / 462명

### 화순광업소
- 소재지: 전라남도 화순군 동면 충의로 1064
- 광구현황
  - 면적: 3,074ha, 광구수 17, 가행 7, 채진 5, 미가행 5
- 총매장량현황
  - 화순: 36백만톤 (16%)
  - 석공: 219백만톤 (100%)
- 조직/인원: 1부소장, 2생산부, 18과 / 305명

### 인천사무소 (저탄장)
- 소재지: 인천광역시 서구 건지로 156 (가좌동)
- 저탄현황
  - 인천비축장: 114,318m2, 370,000톤 (수입탄,국내탄)

### 호남사무소 (저탄장)
- 소재지: 전북특별자치도 김제시 용지면 와룡2길 17-25
- 저탄현황
  - 와룡비축장: 61,352m2, 127,000톤(국내탄)

### 석항사무소 (저탄장)
- 소재지: 강원특별자치도 정선군 신동읍 의림로 10
- 저탄현황
  - 석항비축장: 241,401m2, 1,160,000톤 (국내탄)

## 경영위기
- 2007년 기획재정부에서 실시한 공기업·준정부기관 2007년 경영 실적 평가(공기업1그룹)에서 대한석탄공사는 재무구조 취약으로 제주국제자유도시개발센터와 함께 최하위에 그쳤다. 석탄공사는 전체 부채 가운데 만기 6개월 이내의 단기 차입금이 66%나 돼 재무 상태가 불안정한 상태에도 지난해 정부의 인건비 가이드라인(2% 인상)을 위반하고 직원들의 임금을 더 올려줬다. 2007년 말 현재 유동비율(유동자산/유동부채)은 27%로 부채 상환 능력에 상당한 어려움을 보이고 있으며 민간 광산 대비 채탄 능률성은 80~90% 수준에 그치는 것으로 조사돼 시급한 경영 개선이 필요하다는 지적을 받았다.
- 2022년 연결재무제표 기준으로 1조 4,257억원 가량 자본잠식에 빠졌고, 정부에서는 2025년까지 석탄공사 소유 광업소들을 단계적으로 폐광하기로 했다.[8] 그러자 해당 지자체장과 주민들이 반발하고 있다.
- 2023년 6월 30일에 화순광업소가 석탄 생산을 종료했으며, 2024년 6월 30일에는 장성광업소가 폐광되었다. 급기야 제41대 석탄공사 사장 지원자 공개 모집 공고를 게시하면서 신임 사장의 임기는 ‘공사 운영 종료 시까지’로 기재되었다.[9]

## 같이 보기
- 대한민국의 경제
- 대한민국 정부